# Gävle konserthus

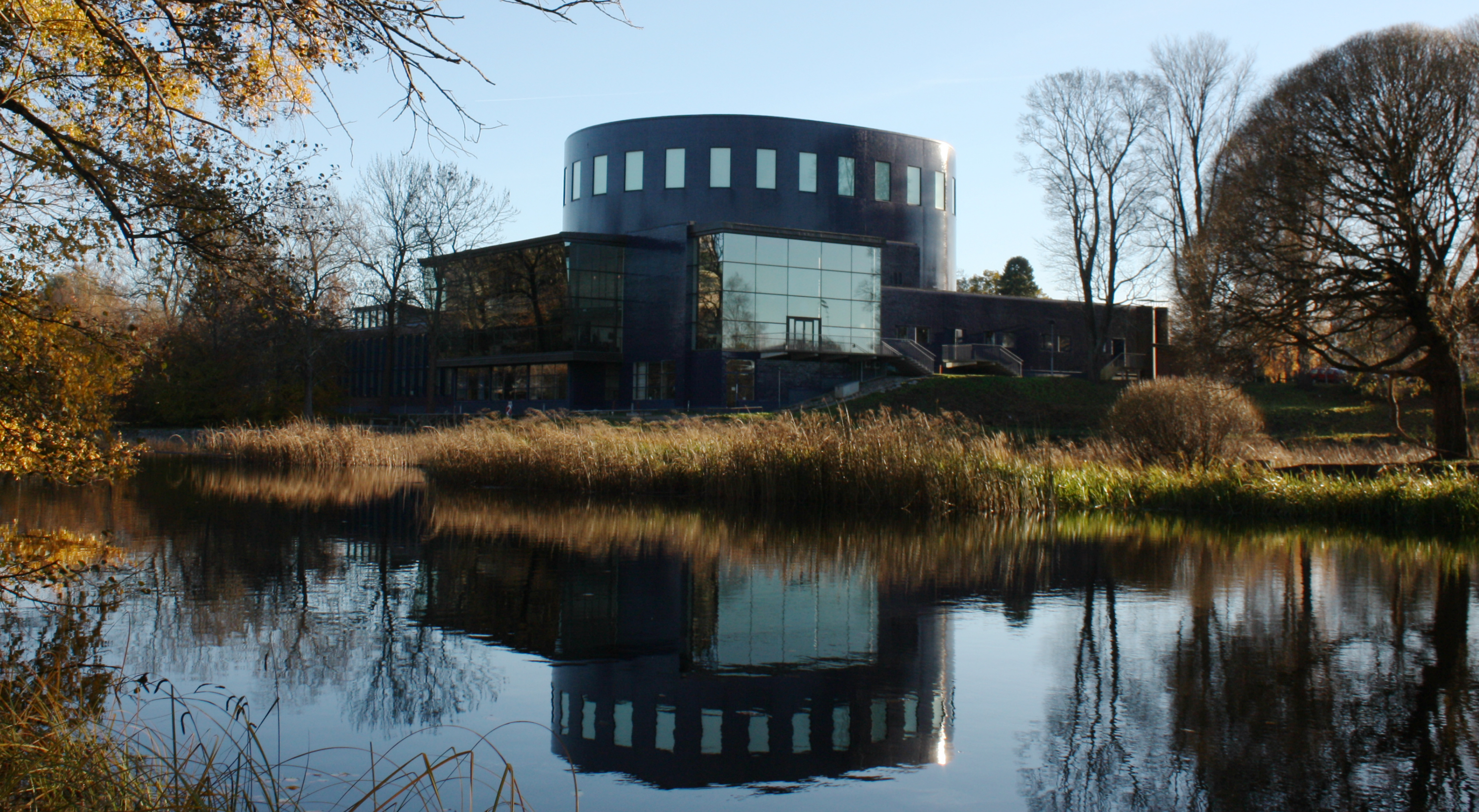
Gävle konserthus.

Gävle konserthus är ett konserthus i Gävle, invigt 1998. Huset, som är beläget vid Victoriaplan och Gavleåns forsar är hem åt Gävle Symfoniorkester och ägs av Gävle kommun.

## Huset
Konserthuset ritades av Bo Karlberg vid arkitektbyrån Lund & Valentin. Det byggdes på grunden till badhuset Strömbadet och har lånar badets L-formade plan. Foajén vetter mot Gavleån ligger foajén och ger en vy över Gavleåns forsar och Stadsträdgården med Carl Milles skulpturgrupp Fem musicerande genier. Fasaden är klädd i blått kakel och taket har kopparplåt. Den större salen, Gevaliasalen, reser sig som ett elliptiskt torn över resten av huset och rymmer omkring 800 åhörare. Folkhumorn har döpt konserthuset till "Konsertburken", "Konservhuset" eller "Blå mocca".

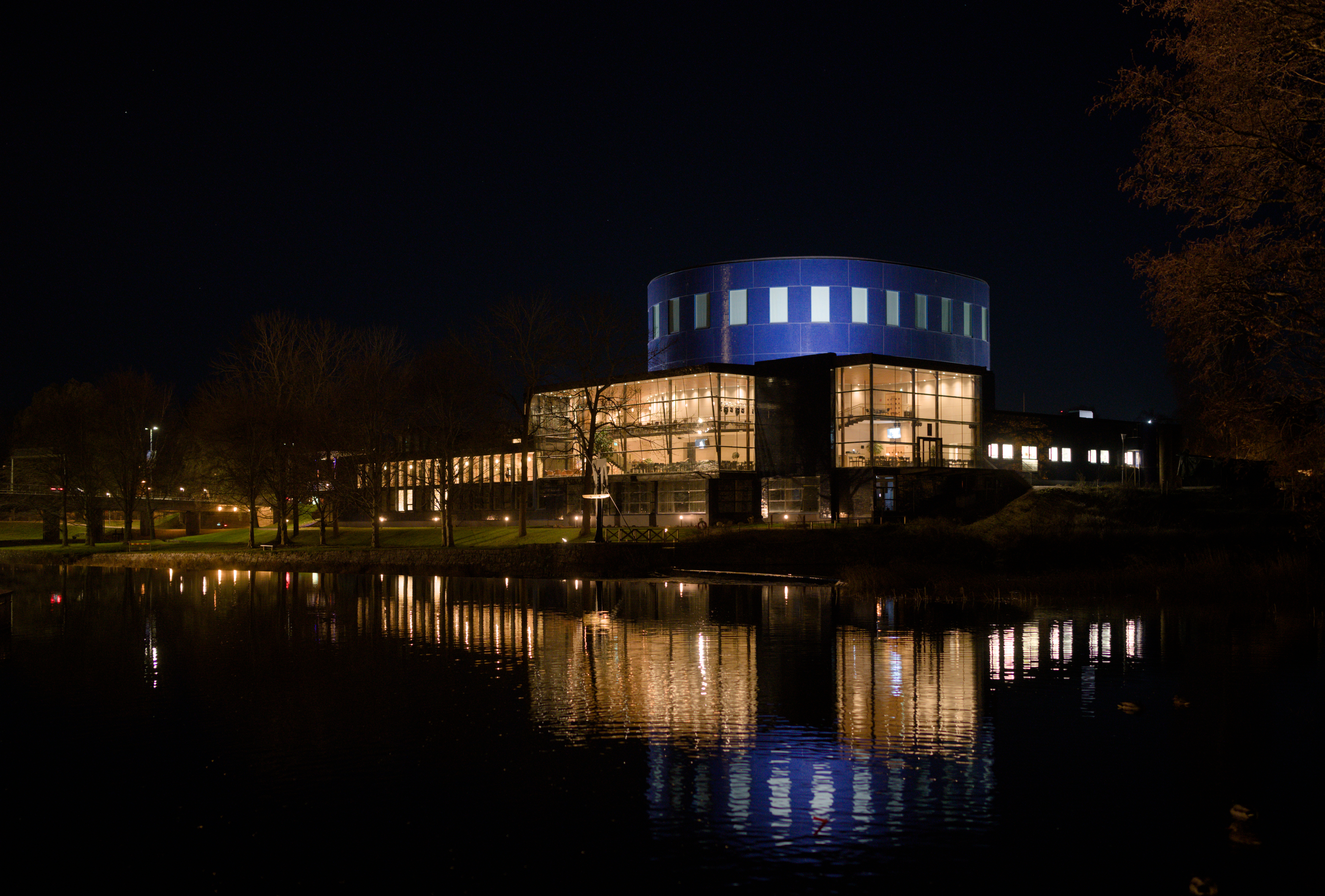
Gävle konserthus, speglat i Gavleån.

Den mindre salen, Bo Linde-salen, är avsedd för kammarmusik och mindre konserter och rymmer omkring 150 sittande.
Konserthuset inrymmer förutom konsertsalarna även personal- och övningsutrymmen åt symfoniorkestern samt restaurang. Tidigare fanns i byggnaden ett musikbibliotek, vilket numera inryms i Gävle stadsbibliotek.

## Historik
Redan från grundandet av Gävle symfoniorkester 1912 hade frågan om ett separat konserthus debatterats i Gävle. Symfoniorkestern spelade i väntan på en lösning på Gävle teater, ett i flera avseenden bra operahus, men mindre lämpat för symfonisk musik och också i avsaknad av bra repetitionslokaler. År 1978 byggdes provisoriska övningslokaler på Norra Skolan, i kvarteret bredvid teatern, men först i början av 1990-talet tog diskussionerna om ett särskilt konserthus fart. Förslagen om var det nya huset borde byggas var många: Norra Skolan, på taket till Domus varuhus vid Stortorget, på Alderholmen, på Slottstorget, i Kvarnparken och på platsen för Strömbadet. Vid sidan om diskussionerna om placering ifrågasattes också om konserthuset var ett "rikemansnöje" och "skrytbygge". Ytterst sällan kom frågan om symfonikernas arbetsmiljö eller symfoniorkesterns existens upp. Det hela gick till och med så långt att ett antal musiker i protest sade upp sig och flyttade till Norrköping 1994, där då Norrköpings konserthus färdigställts.
Först i början av 1996 beslöt kommunen att bygga om Strömbadet till konserthus och bygga till friluftsbadet Fjärran Höjder med en inomhusdel, och i februari 1998 invigdes konserthuset.

## Verksamhet och ledning
VD för konserthuset var från starten Magnus Bäckström, tidigare projektledare för Falu Folkmusik Festival. I konserthuset spelar inte bara Symfoniorkestern, utan det spelas också populärmusik. Under 2003 var Göran Persson tillförordnad VD, tills den nye VD:n Hans "Surte" Norin tillträdde 2004. Sedan 2006 har konserthuset och symfoniorkestern gemensam förvaltning. Chef var till augusti 2015 Beryl Lunder och därefter Örjan Hans-Ers.

## Övrigt
Till invigningen skapades en särskild Konserthusbakelse, en bakelse med marsipan och grädde inte helt olik prinsessbakelsen. Bakelsen var gjord av blå marsipan och i cylindrisk form för att efterlikna konserthuset.